# AHL 1948/49
Die Saison 1948/49 war die 13. reguläre Saison der American Hockey League (AHL). Während der regulären Saison bestritten die elf Teams der Liga jeweils 68 Spiele. Die sechs besten Mannschaften der AHL spielten anschließend in einer Play-off-Runde um den Calder Cup.

## Reguläre Saison

### Abschlusstabellen
Abkürzungen: GP = Spiele, W = Siege, L = Niederlagen, T = Unentschieden, OTL = Niederlage nach Overtime, GF = Erzielte Tore, GA = Gegentore, Pts = Punkte

Erläuterungen: In Klammern befindet sich die Platzierung innerhalb der Conference;       = Playoff-Qualifikation,       = Division-Sieger,       = Conference-Sieger

#### Reguläre Saison
| East Division        | GP | W  | L  | T | GF  | GA  | Pts |
| -------------------- | -- | -- | -- | - | --- | --- | --- |
| Providence Reds      | 68 | 44 | 18 | 6 | 347 | 219 | 94  |
| Hershey Bears        | 68 | 28 | 35 | 5 | 256 | 261 | 61  |
| Springfield Indians  | 68 | 22 | 37 | 9 | 240 | 276 | 53  |
| New Haven Ramblers   | 68 | 20 | 40 | 8 | 223 | 286 | 48  |
| Philadelphia Rockets | 68 | 15 | 48 | 5 | 230 | 407 | 35  |
| Washington Lions     | 68 | 11 | 53 | 4 | 179 | 401 | 26  |

| West Division         | GP | W  | L  | T  | GF  | GA  | Pts |
| --------------------- | -- | -- | -- | -- | --- | --- | --- |
| St. Louis Flyers      | 68 | 41 | 18 | 9  | 294 | 192 | 91  |
| Indianapolis Capitals | 68 | 39 | 17 | 12 | 288 | 209 | 90  |
| Cleveland Barons      | 68 | 41 | 21 | 6  | 286 | 451 | 88  |
| Pittsburgh Hornets    | 68 | 39 | 19 | 10 | 301 | 175 | 88  |
| Buffalo Bisons        | 68 | 33 | 27 | 8  | 246 | 213 | 74  |

### Beste Scorer
Abkürzungen: GP = Spiele, G = Tore, A = Assists, Pts = Punkte, +/- = Plus/Minus, PIM = Strafminuten; Fett: Saisonbestwert
| Spieler         | Team                  | GP | G  | A  | Pts | PIM |
| --------------- | --------------------- | -- | -- | -- | --- | --- |
| Sid Smith       | Pittsburgh Hornets    | 68 | 55 | 57 | 112 | 4   |
| Carl Liscombe   | Providence Reds       | 68 | 55 | 47 | 102 | 2   |
| Roger Bedard    | Providence Reds       | 67 | 29 | 61 | 90  | 45  |
| Harvey Fraser   | Providence Reds       | 68 | 34 | 55 | 89  | 16  |
| Paul Gladu      | St. Louis Flyers      | 67 | 51 | 34 | 85  | 28  |
| Murdo MacKay    | Buffalo Bisons        | 68 | 32 | 52 | 84  | 20  |
| Fred Glover     | Indianapolis Capitals | 68 | 35 | 48 | 83  | 59  |
| Jackie Hamilton | Providence Reds       | 59 | 26 | 54 | 80  | 32  |
| Phil Maloney    | Hershey Bears         | 64 | 29 | 50 | 79  | 21  |
| Pete Leswick    | Cleveland Barons      | 68 | 44 | 35 | 79  | 10  |

## Calder-Cup-Playoffs

### Modus
Für die Play-offs qualifizierten sich die sechs besten Mannschaften der American Hockey League. In der ersten Play-off-Runde traf jeweils der Erste der Eastern Division auf den Ersten der Western Division, der Zweite der Eastern Division auf den Zweiten der Western Division, sowie der Dritte der Easern Division auf den Dritten der Western Division. Die beiden Sieger aus den Duellen der Mannschaften auf den Plätzen zwei und drei trafen daraufhin in der zweiten Runde aufeinander, während der Gewinner aus dem Duell der beiden Divisionsgewinner durch ein Freilos automatisch für das Finale qualifiziert war. Die ersten beiden Play-off-Runden fanden im Modus Best-of-Three statt, wobei die beiden Divisionsgewinner im Modus Best-of-Seven um die Finalteilnahme spielten. Das Finale selbst wurde ebenfalls im Modus Best-of-Seven ausgespielt.

### Play-off-Übersicht

#### Erste Runde
- (E1) Providence Reds - (W1) St. Louis Flyers 4:3
- (E2) Hershey Bears - (W2) Indianapolis Capitals 2:0
- (W3) Cleveland Barons - (E3) Springfield Indians 2:1

#### Zweite Runde
- (E1) Freilos für die Providence Reds
- (E2) Hershey Bears - (W3) Cleveland Barons 2:0

#### Finale
- (E1) Providence Reds - (E2) Hershey Bears 4:3

## Vergebene Trophäen

### Mannschaftstrophäen
| Auszeichnung                                                            | Team             |
| ----------------------------------------------------------------------- | ---------------- |
| Calder Cup Gewinner der AHL-Playoffs                                    | Providence Reds  |
| F. G. „Teddy“ Oke Trophy Bestes Team der West Division, reguläre Saison | St. Louis Flyers |

### Individuelle Trophäen
| Auszeichnung                                                                  | Spieler       | Team                  |
| ----------------------------------------------------------------------------- | ------------- | --------------------- |
| Les Cunningham Award MVP der regulären Saison                                 | Carl Liscombe | Providence Reds       |
| Carl Liscombe Trophy Bester Scorer                                            | Sid Smith     | Pittsburgh Hornets    |
| Dudley „Red“ Garrett Memorial Award Bester Rookie                             | Terry Sawchuk | Indianapolis Capitals |
| Harry „Hap“ Holmes Memorial Award Torhüter mit dem geringsten Gegentorschnitt | Baz Bastien   | Pittsburgh Hornets    |